# Kloosterzande
Kloosterzande (51° 22′ N, 4° 01′ L) é uma cidade dos Países Baixos, na província de Zelândia. Kloosterzande pertence ao município de Hulst, e está situada a 24 km southwest of Bergen op Zoom.
Em 2001, a cidade de Kloosterzande tinha 2743 habitantes. A área urbana da cidade é de 0.93 km², e tem 1188 residências. 
A área de Kloosterzande, que também inclui as partes periféricas da cidade, bem como a zona rural circundante, tem uma população estimada em 3300 habitantes.